# Eberswalde (cratère)
Pour les articles homonymes, voir Eberswalde.

Eberswalde (THEMIS)

Eberswalde, anciennement Holden NE, est un cratère d'impact de 65,3 km de diamètre situé sur la planète Mars dans le quadrangle de Margaritifer Sinus, par 23,8° S et 326,7° E, au nord-est du cratère Holden sous lequel il est légèrement enfoui et auquel il est donc antérieur.

## Contexte géographique
Située à l'est de Valles Marineris, à l'endroit où ces canyons s'élargissent et forment un coude avant de déboucher dans Chryse Planitia, la région de Margaritifer Terra est l'une des plus intéressantes de Mars du point de vue de l'étude des conditions qui régnaient sur cette planète au début de son histoire, au Noachien, il y a plus de 4 milliards d'années, à une époque où l'eau semble avoir coulé en abondance.
Le cratère Eberswalde se situe ainsi à proximité d'une vallée assez large serpentant entre Margaritifer Chaos au nord et Argyre Planitia au sud en passant par Morava Valles et Ladon Valles avant de buter sur la couronne nord-est du cratère Holden et de refluer précisément à l'intérieur du cratère Eberswalde par le sud. Au-delà de Holden, Uzboi Vallis semble diverger de part et d'autre du cratère Bond pour se déverser dans le cratère Holden vers le nord et, vers le sud, dans Argyre Planitia à travers le cratère Hale et les reliefs de Nereidum Montes.
Tout au nord de la région, Iani Chaos et Hydraspis Chaos alimentent respectivement Ares Vallis et Tiu Valles jusqu'à Chryse Planitia.
Cette topographie très particulière, identifiée dans ses grandes lignes dès le début des années 1970 par Mariner 9, a d'emblée incité la NASA à y déposer des sondes, notamment Viking 1 Lander par 22,46° N et 312,05° E dans l'ouest de Chryse Planitia le 20 juillet 1976, puis Mars Pathfinder par 19,26° N et 326,75° E à l'est de cette même région le 4 juillet 1997, précisément au « confluent » d'Ares Vallis et de Tiu Valles.

## Delta argileux au relief inversé
L'intérêt pour la région s'est encore renforcé dans les années 2000 avec la caractérisation minéralogique de phyllosilicates, caractéristiques de l'altération aqueuse de roches ignées, et l'identification de reliefs inversés, caractéristiques de l'érosion éolienne de terrains meubles autour d'anciens lits de cours d'eau durcis par cimentation. Eberswalde est sorti de l'anonymat précisément avec la découverte au sud de ce cratère fin 2003 par la sonde américaine Mars Global Surveyor d'un tel delta argileux en relief inversé,, près du cratère Holden. Ce delta, de 13 × 11 km pour une surface de 115 km2, se trouve à « l'embouchure » d'un « bassin fluvial » d'environ 4 000 km2.
Le delta d'Eberswalde est la preuve incontestable que des roches sédimentaires ont été déposées sur Mars par un liquide, conclusion appuyée par les méandres des chenaux observés dans la région. La géométrie des divers chenaux a conduit à estimer le débit de ce liquide à environ 700 m3/s, mais il semble peu vraisemblable que ce débit ait été continu ; au contraire, la complexité de la structure et la superposition d'un grand nombre de petites formations argileuses plaide pour la succession de brefs épisodes humides interrompus par des états d'équilibre arides.

## Site envisagé pour la missionCuriosity
En raison de son histoire lacustre particulière, le cratère Eberswalde figurait parmi les quatre sites en lice en 2009 pour l'atterrissage du Mars Science Laboratory — alias « mission Curiosity » — prévu en août 2012, cette mission ayant pour objectif de déterminer l'habitabilité passée et présente de Mars, et donc d'identifier d'éventuelles traces de vie passée ; pour cette raison, son site d'implantation doit a priori avoir été le plus propice à la vie et à la préservation de ses traces éventuelles.